# Monte Matassaro, Monte Gradara e Monte Signora
Monte Matassaro, Monte Gradara e Monte Signora este o arie protejată (arie specială de conservare — SAC, sit de importanță comunitară — SCI, arie de protecție specială avifaunistică — SPA) din Italia întinsă pe o suprafață de 3.989 ha, integral pe uscat.

## Localizare
Centrul sitului Monte Matassaro, Monte Gradara e Monte Signora este situat la coordonatele 38°00′52″N 13°10′35″E / 38.014444°N 13.176389°E.

## Înființare
Situl Monte Matassaro, Monte Gradara e Monte Signora a fost declarat sit de importanță comunitară în septembrie 1995 pentru a proteja 3 specii de plante și 15 specii de animale. Alte tipuri de protecție:
- arie de protecție specială avifaunistică (în decembrie 1998)[3]
- arie specială de conservare (în martie 2017)[2][4][5]

## Biodiversitate
Situată în ecoregiunea mediteraneană, aria protejată conține 11 habitate naturale: Păduri de Quercus ilex și Quercus rotundifolia, Păduri de stejar alb estice, Pante stâncoase calcaroase cu vegetație casmofită, Fânețe de joasă altitudine (Alopecurus pratensis, Sanguisorba officinalis), Lacuri eutrofice naturale cu vegetație de tip Magnopotamion sau Hydrocharition, Pseudostepă cu ierburi și specii anuale de Thero-Brachypodietea, Peșteri inaccesibile publicului, Grohotișuri termofile și vest-mediteraneene, Păduri de Quercus suber, Galerii de Salix alba și de Populus alba, Tufărișuri termo-mediteraneene și de pre-deșert.
La baza desemnării sitului se află mai multe specii protejate:
- plante (3): Dianthus rupicola, Leontodon siculus, Ophrys lunulata
- păsări (14): Alectoris graeca whitakeri, fâsă-de-câmp (Anthus campestris), acvilă de munte (Aquila chrysaetos), ciocârlie-cu-degete-scurte (Calandrella brachydactyla), erete vânăt (Circus cyaneus), șoim călător (Falco peregrinus), muscar-gulerat (Ficedula albicollis), acvilă pitică (Hieraaetus pennatus), ciocârlie de pădure (Lullula arborea), gaia neagră (Milvus migrans), muscar sur (Muscicapa striata), pietrar mediteranean (Oenanthe hispanica), viespar (Pernis apivorus), codroșul de pădure (Phoenicurus phoenicurus)
- reptile (1): țestoasă bănățeană (Testudo hermanni)

Pe lângă speciile protejate, pe teritoriul sitului au mai fost identificate 95 de specii de plante, 1 specie de păsări, 2 specii de amfibieni, 6 specii de mamifere, 4 specii de nevertebrate, 4 specii de reptile.